# 하이웨이 인생
하이웨이 인생(White Line Fever)은 미국에서 제작된 조나단 카프란 감독의 1975년 액션, 드라마, 범죄 영화이다. 잔 마이클 빈센트 등이 주연으로 출연하였다.

## 출연

### 주연
- 잔 마이클 빈센트

### 조연
- 케이 렌즈